# Никола Ескюде
Николà Ескюдè (на френски: Nicolas Escudé) е френски тенисист.

## Биография
Никола Ескюде е роден на 3 април 1976 г. в Шартър, Франция.

## Кариера
Никола Ескюде печели четири титли на сингъл и две на двойки през кариерата си. Десничарят достига най-високо класиране в ранглистата на ATP до номер 17 в света на 26 юни 2000 г. Той е левичар, който от дете е трениран да играе с дясна ръка, но прави всичко останало с лява ръка.
Ескюде партнира на Роджър Федерер на двойки мъже на Откритото първенство на Франция през 2000 г. Те са надиграни от Себастиен Ларо и Даниел Нестор.
Ескюде е запомнен най-вече с ролята, която изигра във финала за Купа Дейвис през 2001 г. срещу Австралия на тревните кортове в Мелбърн.
През 2006 г. той обявява оттеглянето си от тениса поради постоянна контузия на рамото, която го държи извън професионалния тенис 22 месеца.
Ескюде е капитан на отбора на Франция за Фед Къп от 2009 до 2012 г.
Към 2024 г. е технически директор на Френската тенис федерация.

## Кариерна статистика

### ATP финали (4 титли; 6 финала)
|        | П–З | Година | Турнир               | Клас           | Настилка   | Опонент        | Резултат           |
| ------ | --- | ------ | -------------------- | -------------- | ---------- | -------------- | ------------------ |
| Победа | 1–0 | 1999   | Тулуза Гран При      | Световни серии | Твърда (з) | Даниел Вацек   | 7–5, 6–1           |
| Загуба | 1–1 | 2000   | Росмален Чемпиъншипс | Международни   | Трева      | Патрик Рафтър  | 1–6, 3–6           |
| Победа | 2–1 | 2001   | Ротердам Оупън       | Межд. Голд     | Килим (з)  | Роджър Федерер | 7–5, 3–6, 7–6(7–5) |
| Загуба | 2–2 | 2002   | Оупън 13             | Международни   | Твърда (з) | Томас Енквист  | 7–6(7–4), 3–6, 1–6 |
| Победа | 3–2 | 2002   | Ротердам Оупън       | Межд. Голд     | Килим (з)  | Тим Хенман     | 3–6, 7–6(9–7), 6–4 |
| Победа | 4–2 | 2004   | Катар Оупън          | Международни   | Твърда (з) | Иван Любичич   | 6–3, 7–6(7–4)      |